# Транс-цис отношения
Транс-цис отношения (англ. cis-trans relationships или partnerships) — это межличностные связи между трансгендерным и цисгендерным человеком, включающие романтические, сексуальные, платонические или семейные формы взаимодействия.  
Хотя термин чаще всего применяется к романтическим партнёрствам, он также охватывает дружеские и родственные связи, в которых трансгендерная идентичность одного из участников играет значимую роль. Такие отношения могут включать эмоциональную поддержку, осмысление вопросов гендерной идентичности, а также совместную работу по преодолению внешних и внутренних трудностей, возникающих в процессе взаимодействия. 

### Этимология и разграничение понятий
Термин cis-trans relationships начал использоваться в академической среде в 2010-х годах, заменяя более описательные выражения вроде «отношения с трансгендерным партнёром». Он служит для обозначения взаимодействия между двумя гендерными идентичностями — цисгендерной (совпадающей с приписанным при рождении полом) и трансгендерной (не совпадающей). Исследования показывают, что использование таких терминов помогает в более точном и уважительном описании социального опыта.
Важно разграничивать транс-цис отношения и категории сексуальной ориентации. Сексуальная ориентация определяется тем, к какому гендеру человек испытывает влечение, а не тем, является ли партнёр трансгендерным или цисгендерным. Например, союз между цисгендерной женщиной и трансгендерным мужчиной по своей сути является гетеросексуальным, так как это отношения между мужчиной и женщиной. Этот принцип иллюстрирует, что гендерная идентичность партнёров не меняет фундаментальную структуру сексуальной ориентации.

### Историко-культурный контекст
Первые публичные обсуждения транс-цис отношений появились в юридических делах, таких как Corbett v. Corbett (1970), где трансгендерность рассматривалась как фактор, влияющий на легитимность брака. В дальнейшем, с развитием транс-активизма и гендерной теории, тема получила более широкое освещение.
Репрезентация транс-цис отношений в массовой культуре тесно связана с эволюцией восприятия трансгендерности в обществе. До конца XX века трансгендерные люди в медиа изображались преимущественно через призму маргинальности, экзотизации или трагедии. Однако с начала 2000-х годов наблюдается постепенное смещение фокуса — от патологизации к признанию субъективного опыта и романтической автономии трансгендерных персон.
Особое внимание в академических исследованиях уделяется тому, как цисгендерные партнёры участвуют в процессе социальной валидации трансгендерной идентичности. Джулия Серано в книге Whipping Girl подчёркивает, что романтические отношения с цисгендерными людьми могут играть ключевую роль в разрушении трансфобных нарративов и усилении чувства принадлежности у трансгендерных женщин. В мемуарах Джанет Мок Redefining Realness описывается личный опыт транс-цис отношений как пространство взаимного признания и борьбы с общественными стереотипами.
Эмпирические исследования также подтверждают, что поддержка со стороны цисгендерных партнёров способствует психологическому благополучию трансгендерных людей. В работе Pulice-Farrow и коллег (2019) анализируются микроаффирмации — небольшие, но значимые акты признания, которые укрепляют доверие и идентичность в транс-цис парах. Аналогично, исследование Goodfriend и соавторов (2022) показывает, что романтические отношения с цисгендерными партнёрами могут быть источником устойчивости и самооценки для трансгендерных мужчин.
Наконец, в статье The women in their lovers’ eyes (2025) рассматриваются контр-нарративы, в которых трансгендерные женщины описываются не как «исключения», а как полноценные субъекты любви и желания. Эти нарративы подрывают бинарные представления о гендере и открывают пространство для более инклюзивных форм романтической репрезентации.

### Социальная и эмоциональная динамика

#### Эмоциональные аспекты
Партнёрство между транс- и цисгендерным человеком может сопровождаться уникальными эмоциональными вызовами, включая принятие идентичности, поддержку в процессе перехода и навигацию по гендерным ролям. Исследования также подчёркивают, что цис-женщины в отношениях с транс-мужчинами сталкиваются с необходимостью навигации по вопросам своей собственной сексуальной идентичности в гетеронормативном обществе. Психологи отмечают, что взаимная поддержка в таких парах способствует снижению уровня стресса и повышению самооценки.

#### Гендерная валидация
Цис-партнёр может играть ключевую роль в валидации гендерной идентичности транс-человека, что означает подтверждение и признание его гендера через язык, поведение и социальное взаимодействие. Это особенно важно в условиях внешней трансфобии и стигматизации.

#### Родительские и семейные аспекты
В транс-цис семьях могут возникать уникальные формы родительской динамики. Исследования показывают, что трансгендерность одного из партнёров может влиять на распределение ролей, восприятие родительства и взаимодействие с детьми. В некоторых случаях транс-партнёр становится родителем после перехода, что требует адаптации как внутри семьи, так и в юридических структурах. В таких семьях важен открытый диалог и поддержка, как отмечают специалисты по семейной психологии.

### Устойчивость транс-цис отношений
На глобальном уровне отсутствуют официальные статистические исследования, посвящённые устойчивости и продолжительности транс-цис браков или других форм романтических и партнёрских отношений. Международные демографические базы данных и отчёты, включая публикации ООН и правозащитных организаций, не выделяют транс-цис союзы как отдельную категорию. Это связано как с методологическими трудностями сбора данных, так и с тем, что во многих странах трансгендерные люди всё ещё сталкиваются с юридическими и социальными барьерами, препятствующими регистрации браков.
Вследствие этого, большинство доступных сведений о транс-цис отношениях основаны на качественных исследованиях — интервью, тематических анализах и кейс-стадиях. Такие работы позволяют выявить ключевые эмоциональные и социальные закономерности, хотя и не дают возможности делать количественно обоснованные выводы.
Устойчивость транс-цис отношений зависит от множества факторов, включая социальную поддержку, адаптацию к трансгендерному переходу и способность партнёров к открытому диалогу. 
Согласно исследованиям, транс-цис браки могут быть подвержены более высокому риску распада, особенно после начала перехода одного из партнёров.
Цисгендерные партнёры часто сталкиваются с уникальными эмоциональными вызовами. Метаанализ, проведенный Торнтоном, Риггсом и Кейшонсом (2025), показал, что большинство цисгендерных партнёров переживают негативные эмоции, такие как чувство предательства, растерянности и социальной изоляции, после раскрытия трансгендерности партнёра. Эти переживания могут становиться критическим моментом, угрожающим стабильности союза.
Социальная стигма и трансфобия также оказывают значительное давление на отношения, особенно в гетеронормативной среде. Исследование Кранца и коллег (2025) указывает, что цисгендерные мужчины демонстрируют более высокий уровень отторжения по отношению к трансгендерным партнёрам, чем женщины, что подчеркивает влияние гендерных ожиданий на динамику отношений.
Тем не менее, исследования Бишофа и соавторов (2017) показывают, что многие пары успешно адаптируются и даже укрепляют свои отношения. Ключевыми факторами для устойчивости союза являются открытый диалог, эмоциональная работа и наличие внешней поддержки, включая терапевтическую помощь.

### Интимные и сексуальные аспекты
Гендерная идентичность и телесные изменения могут влиять на сексуальную динамику в транс-цис отношениях. В исследованиях подчёркивается важность согласования языка, телесных практик и границ, особенно в контексте перехода. Цис-партнёры часто играют роль в валидации тела и идентичности транс-партнёра, что может как укреплять, так и усложнять интимную близость.

### Юридический статус и законодательство
Юридическое признание транс-цис отношений зависит от законодательства конкретной страны. В некоторых юрисдикциях трансгендерный статус партнёра может повлиять на признание брака, особенно если документы не соответствуют гендерной идентичности.
Исторически, во многих странах требовалось прохождение хирургической коррекции пола и даже стерилизации для смены юридического гендера, что создавало серьёзные препятствия для заключения или сохранения брака. Например, если трансгендерный человек вступал в брак, а затем совершал переход, брак мог быть аннулирован, поскольку он становился однополым в юрисдикции, где однополые браки были запрещены. Законодательные реформы, направленные на признание гендерной идентичности, являются ключевым фактором для обеспечения прав таких пар.
В современном мире ситуация меняется. Страны, признавшие равноправие брака, автоматически легализуют и транс-цис браки. Кроме того, всё больше государств принимают законы, основанные на самоопределении гендера, где для смены документов не требуется медицинское вмешательство. Глобальный анализ прав трансгендерных людей подтверждает, что юридическое признание браков сильно зависит от политического контекста и уровня защиты прав в конкретной стране. Такие страны, как Канада, Аргентина, Дания и Мальта, являются примерами прогрессивного законодательства, где трансгендерные браки признаются без ограничений. Это значительно упрощает жизнь транс-цис партнёрствам.

### Критика и вызовы

#### Недостаточная представленность
В академической литературе и массовой культуре транс-цис отношения часто остаются на периферии. Это приводит к нехватке ролевых моделей, ресурсов и поддерживающих сообществ для таких пар.

#### Критика бинарной модели
Также существует критика бинарной модели, предполагающей чёткое разделение на «цис» и «транс». Этот подход игнорирует небинарные идентичности и весь спектр гендерного опыта, поскольку люди с такими идентичностями (гендерквир, гендерфлюид и др.) образуют отношения, которые не вписываются в эту упрощённую схему.

#### Фетишизация
Фетишизация трансгендерных людей является одной из форм сексуальной объективации, при которой гендерная идентичность или транс-статус воспринимается как экзотическая или возбуждающая особенность, а не как часть целостной личности. Это явление может проявляться в романтических и сексуальных отношениях, особенно между трансгендерными и цисгендерными партнёрами.
Согласно исследованию Анзани и коллег (2021), большинство трансгендерных и небинарных людей, столкнувшихся с фетишизацией, воспринимают её как унизительный и отчуждающий опыт, особенно когда интерес партнёра сводится исключительно к их транс-статусу.
Исследование Переса и Пеппинга (2024) показало, что с фетишизацией сталкивались 63% респондентов, причём транс-женщины переживают её чаще, чем транс-мужчины и небинарные люди. Авторы подчёркивают, что фетишизация является одной из форм миноритарного стресса, которая может негативно влиять на психическое здоровье.
Это подтверждается работой Пеппинга с соавторами (2025), где была обнаружена корреляция между фетишизацией и повышенным уровнем тревожности и депрессии.
Фетишизация может нанести вред самооценке и интимной близости, поскольку человек чувствует, что его воспринимают не как личность, а как объект.

### Сравнение с другими типами отношений
Исследования показывают, что трансгендерные и небинарные люди, состоящие в отношениях с другими трансгендерными или небинарными партнёрами (так называемые T4T-отношения), могут испытывать более высокий уровень удовлетворённости отношениями по сравнению с транс-цис парами. Это связано с более высоким уровнем взаимной гендерной аффирмации и понимания.
В T4T-отношениях партнёры чаще демонстрируют поддержку гендерной идентичности друг друга, что способствует снижению уровня миноритарного стресса и укреплению эмоциональной близости. В отличие от этого, транс-цис пары могут сталкиваться с непониманием, особенно если цисгендерный партнёр не имеет опыта взаимодействия с трансгендерными или небинарными людьми.
Также отмечается, что небинарные люди в отношениях с цисгендерными партнёрами могут сталкиваться с трудностями в использовании гендерно-нейтрального языка, а также с непониманием со стороны партнёра, особенно в контексте социальных ожиданий и терминологии.